# Hans Binder
Hans Binder (Zurique, 6 de abril de 1899 – Zurique, 18 de abril de 1989) foi um psiquiatra suíço. Escreveu importantes trabalhos sobre alcoolismo, variações da personalidade e a situação das mães solteiras. Importante também foi sua contribuição à codificação e interpretação dos sombreados no Teste de Rorschach.